# خوجة علي شاه
خوجة علي شاه (توفي في 30 أيار 1358 م) كان وزيرًا لني آرتين بحلول عام 1353 حتى ثورته ضد الحاكم غياث الدين محمد الأول (حكم 1353 - 1366 م). خدم آرتين (حكم 1335-1353 م) وزيرًا له. وبعد وفاته، دعا خوجة علي محمدًا سرًَّا إلى قيصرية ليصبح السلطان الجديد، على الرغم من أن شقيق محمد الأكبر جعفر كان يقيم هناك بالفعل. سُجن جعفر لدى محمد لبعض الوقت، لكنه هرب في النهاية إلى مصر. ولم تكن حياة محمد طيبة، فتم عزله عن العرش في عام 1354 م.
في نيسان 1355 م، واجه محمد جعفر في معركة يالنيزغوز. وقد توصل إلى اتفاق مع خوجة علي شاه. وفقًا للمؤرخ كمال جود، دخل محمد لاحقًا في صراع مع خوجة علي شاه، الذي قتله بالقرب من زامنتو في 30 أيار 1358 م. وهذا ينحرف عن العمل السابق لإسماعيل حقي أوزونشارشيلي الذي يشرح أن خوجة علي شاه قاد انتفاضة ضد محمد في عام 1364 وسار نحو قيصرية. هُزم محمد واضطر إلى طلب المساعدة من السلطان المملوكي الكامل شعبان. وبموجب مرسوم أصدره السلطان المملوكي، أرسل حاكم حلب قواته لمساعدة محمد، حيث تمكن من إخضاع خوجة علي شاه وإعدامه في عام 1365 م.

## فهرس
- Çayırdağ, Mehmet (Aug 2000). "Eretnalı Beyliğinin Paraları" [Coinage of the Eretna Principality]. Belleten (بالتركية). Turkish Historical Society. 64 (240): 435–452. DOI:10.37879/belleten.2000.435. ISSN:2791-6472. Archived from the original on 2025-06-02. Retrieved 2023-11-17.
- Göde، Kemal (1994). Eratnalılar, 1327-1381. Turkish Historical Society Press. ISBN:9751606128. OCLC:31737254.
- "Eretnaoğulları". دائرة المعارف الإسلامية التركية (44+2 المجلدات) (بالتركية). إسطنبول: رئاسة الشؤون الدينية التركية، مركز الدراسات الإسلامية. 1988–2016.
- Uzunçarşılı, İsmail Hakkı (20 Apr 1968). "Sivas - Kayseri ve Dolaylarında Eretna Devleti" [State of Eretna in Sivas - Kayseri and Around]. Belleten (بالتركية). Turkish Historical Association. 32 (126): 161–190. ISSN:2791-6472. Archived from the original on 2025-04-04. Retrieved 2023-10-28.